# Plymouth Sound

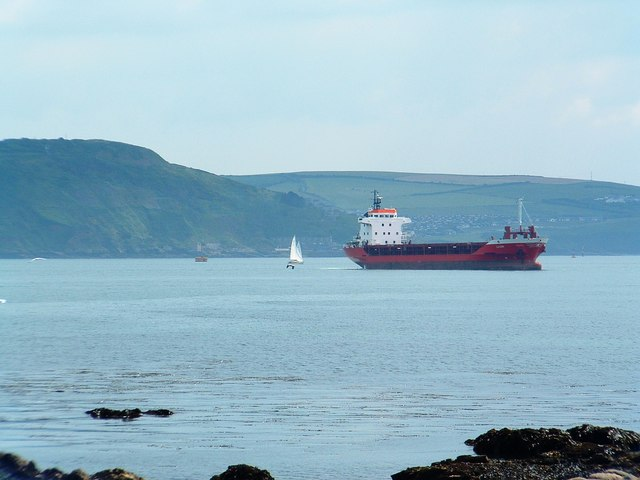
Plymouth Sound i juli 2005.

Plymouth Sound är en vik i England vid Engelska kanalen. Den ligger utanför staden Plymouth.

## Historiska händelser
Napoleon Bonaparte vistades här, ombord på fartyget HMS Bellerophon, efter kapitulationen i slutet av juli-början av augusti 1815.

### Fotnoter
1. ↑  ”Lunchtime Talk: Napoleon in Plymouth Sound in 1815” (på engelska). Plymouths universitet. Arkiverad från originalet den 4 oktober 2015. https://web.archive.org/web/20151004001545/https://www.plymouth.ac.uk/whats-on/lunchtime-talk-napoleon-in-plymouth-sound-in-1815. Läst 7 november 2015.